# Marie Markéta z Ditrichštejna
Marie Markéta hraběnka z Ditrichštejna-Mikulova (německy Maria Margarethe Josepha, Gräfin von Dietrichstein-Nikolsburg, 18. dubna 1637 – 15. prosince 1676) byla moravská šlechtična z rodu Ditrichštejnů, provdaná princezna z Montecuccoli a vévodkyně z Melfi.

## Život
Byla desátým dítětem a šestou (pátou přeživší) dcerou Maxmiliána, 2. knížete z Ditrichštejna a Mikulova, a jeho první manželky Anny Marie, dcery lichtenštejnského knížete Karla I. vévody opavského a krnovského.
21. května 1657 se Marie Markéta ve Vídni provdala za italského vojevůdce Raimunda Montecuccoliho, vévody z Melfi a generála císařské armády, za své služby odměněného titulem říšského knížete.
Manželé měli čtyři děti: 
- Anna Karla Kateřina Polyxena (1658/59 - ?), provdaná za Jana Jakuba Bartoloměje Khiesla, hraběte z Gottschee-Ganowitz, Kaltenbrunnu, Schrattenberg a Weyeru.
- Aloysie Ludovika Anna (1660/61 - ?), provdaná za Františka Antonína, hraběte Berku z Dubé a Lipé.
- Leopold Filip (1662 - 6. ledna 1698), říšský kníže a vévoda z Melfi, od roku 1679 ženatý s Marií Josefou Antonií hraběnkou z Colloreda, bezdětný.
- Faustina Barbora (25. května 1663 - 6. května 1703), poprvé provdaná 17. ledna 1678 za Michaela Václava hraběte Ungnada z Weissenwolffu, podruhé v únoru 1680 za Františka Kryštofa II. z Khevenhülleru, hraběte z Frankenburgu, a potřetí od 15. ledna 1688 za Wolfganga Ondřeje, hraběte Orsiniho z Rosenbergu.

Marie Markéta zemřela ve Vídni ve věku 39 let.